# Ferrovia Losanna-Vallorbe
La ferrovia Losanna-Vallorbe è una linea ferroviaria a scartamento normale della Svizzera.

## Storia
La prima concessione per la costruzione della linea venne stipulata nel 1856: sin dall'inizio era considerata come una tratta della ferrovia del Sempione.
Nel 1866 si costituì la Compagnie du chemin de fer de Jougne à Éclépens (JE) per la costruzione e l'esercizio della ferrovia, aperta nel 1870.
La JE venne assorbita dalla Chemins de fer de la Suisse Occidentale (SO) il 31 dicembre 1876; la linea seguì le vicissitudini della società concessionaria, fusasi nella Suisse-Occidentale-Simplon (SOS) nel 1881, a sua volta confluita nella Compagnia del Giura-Sempione (JS) nel 1890 e nazionalizzata nel 1903: da allora fa parte della rete delle Ferrovie Federali Svizzere (FFS).
Il 14 maggio 1915 venne inaugurata la galleria Mont-d'Or, che permise di accorciare il percorso tra Frasne e Vallorbe: sino ad allora i convogli diretti in Francia proseguivano utilizzando la ferrovia Pontarlier-Vallorbe, aperta nel 1875.
La linea è stata elettrificata nel 1925 in tre tappe: il 1º febbraio la tratta Losanna-Daillens, il 1º marzo la Daillens-Le Day e il 5 giugno la Le Day-Vallorbe.

## Caratteristiche
La linea, a scartamento normale, è lunga 46,31 km. La linea è elettrificata a corrente alternata con la tensione di 15.000 V alla frequenza di 16,7 Hz; la pendenza massima è del 20 per mille. È interamente a doppio binario.

### Percorso
| Continuation backward |

| Unknown route-map component "CONT2" | Unknown route-map component "STR+c3" |  |

| + Unknown route-map component "STRc1" | Unknown route-map component "ABZg+4" |  |

| Unknown route-map component "utCONTgq" | Unknown route-map component "utKXBHFe-Fq" | Unknown route-map component "XBHF-R" | Unknown route-map component "utSTRq" | Unknown route-map component "utCONTfq" |

| Unknown route-map component "STRc2" | Unknown route-map component "ABZg3" |  |

| Unknown route-map component "STR+1" | Straight track |  |

| Unknown route-map component "uCONTgq" | Unknown route-map component "mKRZu" | Unknown route-map component "mKRZu" | Unknown route-map component "uHSTq" | Unknown route-map component "uLSTR+r" |

| Unknown route-map component "tCONTg" | Straight track | Straight track |  | Planned waterway |

| Unknown route-map component "tSTRe" | Straight track | Straight track |  | Planned waterway |

| Unknown route-map component "KRWl" | Unknown route-map component "KRWg+r" | Unknown route-map component "eBHF" |  | Planned waterway |

|  | Non-passenger station/depot on track | Straight track |  | Planned waterway |

|  | Unknown route-map component "hSTRae" | Straight track |  | Planned waterway |

|  | Unknown route-map component "STR2" | Stop on track + Unknown route-map component "STRc3" |  | Planned waterway + Unknown route-map component "ulHST" |

|  | Unknown route-map component "STRc1" | Unknown route-map component "ABZg+4" |  | Planned waterway |

|  | Unknown route-map component "exBS2c2" | Unknown route-map component "eSHI2gr" |  | Planned waterway |

|  | Unknown route-map component "d" | Unknown route-map component "vKDSTxa-STR" |  | Unknown route-map component "uv-LSTR" |

|  | Unknown route-map component "BS2c1" | Unknown route-map component "SHI2g+r" |  | Planned waterway |

|  |  | Unknown route-map component "c" | Unknown route-map component "mvBHF-KBHFa" | Unknown route-map component "cd" | Planned waterway |

|  |  | Unknown route-map component "d" + Straight track | Unknown route-map component "uSTRl" | Unknown route-map component "udHSTq" | Unknown route-map component "uLSTRr" |

| Unknown route-map component "dSHI2+l" | Unknown route-map component "dSHI2glr" | Unknown route-map component "dSHI2+r" |

| Unknown route-map component "RACONTgq" | Unknown route-map component "dSKRZ-Alu" | Unknown route-map component "dSKRZ-Amu" | Unknown route-map component "dSKRZ-Aru" | Unknown route-map component "RACONTfq" |

|  | Unknown route-map component "v-SHI2l" | Unknown route-map component "d-KRZ2+4o" | Unknown route-map component "vSTR2-" + Unknown route-map component "STRc3" | Unknown route-map component "STRc3" |

|  |  | Unknown route-map component "dKRZc1o" | Unknown route-map component "STR2+4" + Unknown route-map component "STRc1" | Unknown route-map component "v-STR+4" + Unknown route-map component "STRc3" |

|  | Unknown route-map component "cd" | Unknown route-map component "ABZg+l" | Unknown route-map component "c" + Unknown route-map component "ABZq+r" | Unknown route-map component "dSTRc1" | Unknown route-map component "dSTR+4" + Unknown route-map component "ldMKRZu" + Unknown route-map component "dSTRq" | Unknown route-map component "dABZg+r" |

| Unknown route-map component "cd" |  | Station on track | Unknown route-map component "c" | Unknown route-map component "vSTR" | Unknown route-map component "dSTR" |

|  |  | Unknown route-map component "vSTR-" | Unknown route-map component "v-SHI2g+r" | Unknown route-map component "dDST" |

|  |  | Unknown route-map component "dSTR" |  | Unknown route-map component "vHST-STR" |

|  |  | Unknown route-map component "dSTR" |  | Unknown route-map component "vSHI2g+l-" |

|  |  | Unknown route-map component "dSTR" |  | Unknown route-map component "vCONTf-" |

|  | Small bridge over water |

|  | Stop on track |

|  | Small bridge over water |

|  | Small bridge over water |

|  | Station on track |

|  |  | Straight track | Unknown route-map component "uKHSTaq" | Unknown route-map component "uCONTfq" |

|  | Small bridge over water |

| Unknown route-map component "eBHF" + Small non-passenger station on track |

| Unknown route-map component "CONTgq" | Unknown route-map component "ABZgr" |  |

| Station on track |

| Enter and exit tunnel |

| Enter and exit short tunnel |

| Unknown route-map component "HSTeBHF" |

| Station on track |

| Stop on track |

| Enter and exit short tunnel |

| Enter and exit short tunnel |

|  | Unknown route-map component "BHF-L" | Unknown route-map component "lBHF-R" + Unknown route-map component "lBHF-Rq" |

|  |  | Unknown route-map component "ABZg+l" | Unknown route-map component "BHF-Lq" | Unknown route-map component "CONTfq" |

|  | Unknown route-map component "hKRZWae" |

| Unknown route-map component "exCONTgq" | Unknown route-map component "eABZg+r" |  |

|  | Unknown route-map component "BHF+GRZq" |

| 46,31   |
| 461,630 |

| Unknown route-map component "tSTRa" |

| Unknown route-map component "GRZq" | Unknown route-map component "tSTR" + Unknown route-map component "lZOLL" | Unknown route-map component "GRZq" |

| Unknown route-map component "tCONTf" |

La prima tratta della linea, fino a Daillens, è in comune alla linea per Yverdon. Da lì si dirige verso La Sarraz, dopo la quale attraversa il col de la Sarraz con due gallerie. La linea tocca quindi Arnex-sur-Orbe, Croy–Romainmôtier, Bretonnières, entrando dopo Croy nella valle del fiume Orbe, attraversato dopo Le Day (località da cui si dirama la ferrovia per Le Brassus), ed arrivando a Vallorbe, ai piedi del massiccio del Giura.
La linea prosegue verso Digione dopo aver superato con un tunnel il Mont-d'Or.